# Dieter Braun
Dieter Braun (Ulma, 2 febbraio 1943) è un pilota motociclistico tedesco ritiratosi dall'attività agonistica.
Nel motomondiale ha vinto 2 titoli iridati, 1 in classe 125 e 1 in classe 250.

## Carriera
La sua carriera nel motociclismo sportivo è iniziata nel campo del motocross, per passare nel 1967 alle competizioni su pista di velocità.
Le sue prime presenze a punti nel campionato mondiale risalgono al motomondiale 1968 in sella ad una motocicletta della MZ modificata dall'importatore tedesco occidentale Neckermann e sono poi continuate, con modelli di Maico, Suzuki, Yamaha e Morbidelli, sino al momento del ritiro dalle competizioni a causa di un incidente intervenuto nel 1977 in occasione del Gran Premio motociclistico d'Austria.
Come altri piloti del tempo le sue partecipazioni sono state in varie classi (dalla Classe 125 alla 500) e spesso in contemporanea, come ad esempio nel motomondiale 1975 dove è presente nelle classifiche iridate in 4 delle 5 classi dedicate alle competizioni "in singolo".
Il primo dei suoi 14 successi nei singoli gran premi è quello ottenuto in classe 125 nel motomondiale 1969 in occasione del Gran Premio motociclistico di Jugoslavia; a questo ne seguiranno altri divisi tra le varie classi: 6 in 125, 7 in 250 e 1 in 350.
Proprio dopo una delle sue vittorie, quella nel Gran Premio motociclistico della Germania Est del 1971, fu protagonista involontario di un episodio particolare: durante la cerimonia di premiazione in suo onore, il pubblico si mise a cantare l'inno nazionale di quella che era al tempo la Germania Ovest, in aperta contestazione alle autorità politiche della Germania Est, che per tutta risposta dal 1972 imposero delle limitazioni alle partecipazioni dei piloti occidentali, con il risultato dell'eliminazione del Gran Premio stesso dal calendario del motomondiale dall'edizione del 1973.
Il suo primo titolo mondiale lo ha conquistato nel motomondiale 1970 della classe 125, in sella ad una Suzuki, ripetendo il successo nell'edizione 1973, questa volta in Classe 250 e guidando una Yamaha.

## Risultati nel motomondiale

### Classe 125
| 1968 | Classe | Moto |   |   |   |   |    |   |   |   |   |   |  |  |  | Punti | Pos. |
| ---- | ------ | ---- | - | - | - | - | -- | - | - | - | - | - |  |  |  | ----- | ---- |
| 1968 | 125    | MZ   | 4 | - | - | 5 | NE | - | 4 | - | 5 | 6 |  |  |  | 11    | 7º   |

| 1969 | Classe | Moto   |     |   |   |  |   |   |   |   |   |    |   |   |  | Punti | Pos. |
| ---- | ------ | ------ | --- | - | - |  | - | - | - | - | - | -- | - | - |  | ----- | ---- |
| 1969 | 125    | Suzuki | Rit | 2 | - |  | - | 2 | - | 2 | 4 | NE | - | 1 |  | 59    | 2º   |

| 1970 | Classe | Moto   |   |   |   |   |   |   |   |   |   |    |     |   |  | Punti | Pos. |
| ---- | ------ | ------ | - | - | - | - | - | - | - | - | - | -- | --- | - |  | ----- | ---- |
| 1970 | 125    | Suzuki | - | 1 | 1 | 1 | 1 | - | 2 | 2 | - | NE | Rit | 4 |  | 84    | 1º   |

| 1971 | Classe | Moto  |   |   |  |   |   |   |   |   |   |    |   |     |  | Punti | Pos. |
| ---- | ------ | ----- | - | - |  | - | - | - | - | - | - | -- | - | --- |  | ----- | ---- |
| 1971 | 125    | Maico | 4 | - |  | 4 | 3 | 4 | - | 4 | 2 | NE | - | Rit |  | 54    | 4º   |

| 1972 | Classe | Moto  |   |   |   |   |   |   |   |   |   |   |   |   |   | Punti | Pos. |
| ---- | ------ | ----- | - | - | - | - | - | - | - | - | - | - | - | - | - | ----- | ---- |
| 1972 | 125    | Maico | - | - | 7 | - | - | - | - | 6 | - | 5 | - | 3 | - | 25    | 8º   |

| 1975 | Classe | Moto       |   |   |   |   |   |    |   |   |   |    |   |   |  | Punti | Pos. |
| ---- | ------ | ---------- | - | - | - | - | - | -- | - | - | - | -- | - | - |  | ----- | ---- |
| 1975 | 125    | Morbidelli | - | - | - | - | - | NE | - | - | - | NE | - | 1 |  | 15    | 11º  |

| Legenda | 1º posto        | 2º posto            | 3º posto            | A punti      | Senza punti        | Grassetto – Pole position Corsivo – Giro più veloce |
| Legenda | Gara non valida | Non qual./Non part. | Ritirato/Non class. | Squalificato | '-' Dato non disp. | Grassetto – Pole position Corsivo – Giro più veloce |

### Classe 250
| 1968 | Classe | Moto      |   |   |  |   |   |   |   |   |   |   |  |  |  | Punti | Pos. |
| ---- | ------ | --------- | - | - |  | - | - | - | - | - | - | - |  |  |  | ----- | ---- |
| 1968 | 250    | Aermacchi | 8 | - |  | - | - | - | - | - | - | - |  |  |  | 0     |      |

| 1969 | Classe | Moto |   |   |   |   |   |   |   |   |   |   |   |   |  | Punti | Pos. |
| ---- | ------ | ---- | - | - | - | - | - | - | - | - | - | - | - | - |  | ----- | ---- |
| 1969 | 250    | MZ   | 7 | - | - | - | 6 | - | - | 6 | 5 | - | - | - |  | 20    | 10º  |

| 1970 | Classe | Moto |   |     |   |   |   |   |   |   |   |   |   |   |  | Punti | Pos. |
| ---- | ------ | ---- | - | --- | - | - | - | - | - | - | - | - | - | - |  | ----- | ---- |
| 1970 | 250    | MZ   | - | Rit | - | - | 4 | - | - | 8 | - | - | 4 | - |  | 19    | 14º  |

| 1971 | Classe | Moto   |   |   |   |   |   |   |   |   |   |   |   |   |  | Punti | Pos. |
| ---- | ------ | ------ | - | - | - | - | - | - | - | - | - | - | - | - |  | ----- | ---- |
| 1971 | 250    | Yamaha | - | - | - | 3 | 3 | 1 | - | - | 3 | 3 | 8 | - |  | 58    | 5º   |

| 1972 | Classe | Moto  |   |   |   |   |   |   |   |   |   |   |   |   |   | Punti | Pos. |
| ---- | ------ | ----- | - | - | - | - | - | - | - | - | - | - | - | - | - | ----- | ---- |
| 1972 | 250    | Maico | 2 | 9 | - | - | - | - | - | 4 | - | - | - | - | - | 22    | 12º  |

| 1973 | Classe | Moto   |   |   |   |    |   |   |   |   |   |   |   |   |  | Punti | Pos. |
| ---- | ------ | ------ | - | - | - | -- | - | - | - | - | - | - | - | - |  | ----- | ---- |
| 1973 | 250    | Yamaha | - | - | 4 | NE | - | 1 | 1 | - | 1 | 1 | 2 | - |  | 80    | 1º   |

| 1974 | Classe | Moto   |    |   |    |   |   |   |   |   |   |   |   |   |  | Punti | Pos. |
| ---- | ------ | ------ | -- | - | -- | - | - | - | - | - | - | - | - | - |  | ----- | ---- |
| 1974 | 250    | Yamaha | NE | - | NE | - | - | - | 2 | 5 | 3 | 3 | 3 | 3 |  | 58    | 2º   |

| 1975 | Classe | Moto   |     |     |    |   |   |  |   |   |   |   |   |   |  | Punti | Pos. |
| ---- | ------ | ------ | --- | --- | -- | - | - |  | - | - | - | - | - | - |  | ----- | ---- |
| 1975 | 250    | Yamaha | Rit | Rit | NE | 8 | 4 |  | 3 | 8 | 6 | 4 | 3 | 1 |  | 56    | 3º   |

| 1976 | Classe | Moto   |   |    |   |   |   |   |   |   |   |   |   |   |  | Punti | Pos. |
| ---- | ------ | ------ | - | -- | - | - | - | - | - | - | - | - | - | - |  | ----- | ---- |
| 1976 | 250    | Yamaha | - | NE | - | 1 | - | 9 | 7 | 2 | 6 | 7 | 4 | - |  | 42    | 6º   |

| Legenda | 1º posto        | 2º posto            | 3º posto            | A punti      | Senza punti        | Grassetto – Pole position Corsivo – Giro più veloce |
| Legenda | Gara non valida | Non qual./Non part. | Ritirato/Non class. | Squalificato | '-' Dato non disp. | Grassetto – Pole position Corsivo – Giro più veloce |

### Classe 350
| 1967 | Classe | Moto      |    |   |    |   |    |    |   |   |    |   |   |    |   | Punti | Pos. |
| ---- | ------ | --------- | -- | - | -- | - | -- | -- | - | - | -- | - | - | -- | - | ----- | ---- |
| 1967 | 350    | Aermacchi | NE | - | NE | - | 13 | NE | - | - | NE | - | - | NE | - | 0     |      |

| 1968 | Classe | Moto      |   |    |  |   |    |   |   |    |   |    |  |  |  | Punti | Pos. |
| ---- | ------ | --------- | - | -- |  | - | -- | - | - | -- | - | -- |  |  |  | ----- | ---- |
| 1968 | 350    | Aermacchi | - | NE |  | - | NE | - | - | NE | - | 11 |  |  |  | 0     |      |

| 1970 | Classe | Moto        |   |    |   |   |   |    |   |   |   |   |   |   |  | Punti | Pos. |
| ---- | ------ | ----------- | - | -- | - | - | - | -- | - | - | - | - | - | - |  | ----- | ---- |
| 1970 | 350    | MZ e Yamaha | - | NE | - | - | - | NE | - | 5 | - | - | 6 | 5 |  | 17    | 11º  |

| 1971 | Classe | Moto   |   |   |   |   |    |   |   |   |   |   |   |   |  | Punti | Pos. |
| ---- | ------ | ------ | - | - | - | - | -- | - | - | - | - | - | - | - |  | ----- | ---- |
| 1971 | 350    | Yamaha | - | - | - | - | NE | - | - | - | - | 2 | - | - |  | 12    | 16º  |

| 1972 | Classe | Moto   |   |   |   |   |   |   |   |    |   |   |   |   |   | Punti | Pos. |
| ---- | ------ | ------ | - | - | - | - | - | - | - | -- | - | - | - | - | - | ----- | ---- |
| 1972 | 350    | Yamaha | - | 6 | - | 8 | - | 2 | 4 | NE | 3 | 3 | 5 | - | - | 54    | 4º   |

| 1973 | Classe | Moto   |    |   |     |   |   |   |   |    |   |   |     |   |  | Punti | Pos. |
| ---- | ------ | ------ | -- | - | --- | - | - | - | - | -- | - | - | --- | - |  | ----- | ---- |
| 1973 | 350    | Yamaha | 11 | 6 | Rit | 7 | - | 2 | 5 | NE | 5 | - | Rit | - |  | 33    | 8º   |

| 1974 | Classe | Moto   |   |   |   |   |   |   |    |   |   |    |   |   |  | Punti | Pos. |
| ---- | ------ | ------ | - | - | - | - | - | - | -- | - | - | -- | - | - |  | ----- | ---- |
| 1974 | 350    | Yamaha | - | - | 3 | - | - | 2 | NE | 4 | 3 | NE | 3 | 2 |  | 62    | 2º   |

| 1975 | Classe | Moto   |     |   |     |   |   |  |   |    |    |   |     |     |  | Punti | Pos. |
| ---- | ------ | ------ | --- | - | --- | - | - |  | - | -- | -- | - | --- | --- |  | ----- | ---- |
| 1975 | 350    | Yamaha | Rit | 5 | Rit | 2 | 4 |  | 1 | NE | NE | 5 | Rit | Rit |  | 47    | 4º   |

| 1976 | Classe | Moto                |     |   |    |     |  |   |    |    |   |     |   |   |  | Punti | Pos. |
| ---- | ------ | ------------------- | --- | - | -- | --- |  | - | -- | -- | - | --- | - | - |  | ----- | ---- |
| 1976 | 350    | Yamaha e Morbidelli | Rit | 5 | NQ | Rit |  | 9 | NE | NE | 2 | Rit | 8 | - |  | 23    | 11º  |

| Legenda | 1º posto        | 2º posto            | 3º posto            | A punti      | Senza punti        | Grassetto – Pole position Corsivo – Giro più veloce |
| Legenda | Gara non valida | Non qual./Non part. | Ritirato/Non class. | Squalificato | '-' Dato non disp. | Grassetto – Pole position Corsivo – Giro più veloce |

### Classe 500
| 1973 | Classe | Moto   |  |  |  |  |  |  |  |     |  |  |  |  |  | Punti | Pos. |
| ---- | ------ | ------ |  |  |  |  |  |  |  | --- |  |  |  |  |  | ----- | ---- |
| 1973 | 500    | Yamaha |  |  |  |  |  |  |  | Rit |  |  |  |  |  | 0     |      |

| 1974 | Classe | Moto   |     |  |   |  |  |  |   |  |  |   |    |    |  | Punti | Pos. |
| ---- | ------ | ------ | --- |  | - |  |  |  | - |  |  | - | -- | -- |  | ----- | ---- |
| 1974 | 500    | Yamaha | Rit |  | 5 |  |  |  | 3 |  |  | 5 | NE | NE |  | 22    | 7º   |

| 1975 | Classe | Moto   |     |    |   |   |  |  |  |     |   |  |  |    |  | Punti | Pos. |
| ---- | ------ | ------ | --- | -- | - | - |  |  |  | --- | - |  |  | -- |  | ----- | ---- |
| 1975 | 500    | Yamaha | Rit | NE | 6 | 6 |  |  |  | Rit | 5 |  |  | NE |  | 16    | 13º  |

| 1976 | Classe | Moto   |   |    |   |    |  |  |   |     |   |     |     |    |  | Punti | Pos. |
| ---- | ------ | ------ | - | -- | - | -- |  |  | - | --- | - | --- | --- | -- |  | ----- | ---- |
| 1976 | 500    | Suzuki | 8 | 15 | 9 | NE |  |  | 6 | Rit | 6 | Rit | Rit | NE |  | 15    | 17º  |

| 1977 | Classe | Moto   |  |    |  |  |    |  |    |  |  |  |  |  |  | Punti | Pos. |
| ---- | ------ | ------ |  | -- |  |  | -- |  | -- |  |  |  |  |  |  | ----- | ---- |
| 1977 | 500    | Suzuki |  | NP |  |  | NE |  | NE |  |  |  |  |  |  | 0     |      |

| Legenda | 1º posto        | 2º posto            | 3º posto            | A punti      | Senza punti        | Grassetto – Pole position Corsivo – Giro più veloce |
| Legenda | Gara non valida | Non qual./Non part. | Ritirato/Non class. | Squalificato | '-' Dato non disp. | Grassetto – Pole position Corsivo – Giro più veloce |